# Alfonso Parigi der Jüngere
Alfonso Parigi der Jüngere (geboren 1606; gestorben 1656) war ein italienischer Architekt und Bühnenbildner, der Sohn von Giulio Parigi und Enkel von Alfonso Parigi dem Älteren.

## Leben
Parigi arbeitete hauptsächlich in Florenz und begann schon in jungen Jahren als Assistent seines Vaters. Nach dessen Tod im Jahr 1635 wurde er Hofarchitekt der Großherzöge der Toskana im Palazzo Pitti, wo er die Fertigstellung des Giardini di Boboli leitete sowie das Isolotto und die Stufen des Amphitheaters baute.
Er arbeitete auch an der Kirche San Giovannino degli Scolopi, der Basilika von Santo Spirito und den Medici-Villen in Poggio a Caiano und Careggi.